# Drassyllus
Drassyllus är ett släkte av spindlar som beskrevs av Chamberlin 1922. Drassyllus ingår i familjen plattbuksspindlar.

## Dottertaxa tillDrassyllus, i alfabetisk ordning[1][2]
- Drassyllus adocetus
- Drassyllus alachua
- Drassyllus antonito
- Drassyllus aprilinus
- Drassyllus arizonensis
- Drassyllus baccus
- Drassyllus barbus
- Drassyllus biglobosus
- Drassyllus broussardi
- Drassyllus callus
- Drassyllus carbonarius
- Drassyllus cerrus
- Drassyllus chibus
- Drassyllus coajus
- Drassyllus conformans
- Drassyllus coreanus
- Drassyllus covensis
- Drassyllus creolus
- Drassyllus crimeaensis
- Drassyllus depressus
- Drassyllus dixinus
- Drassyllus dromeus
- Drassyllus durango
- Drassyllus ellipes
- Drassyllus eremitus
- Drassyllus eremophilus
- Drassyllus eurus
- Drassyllus excavatus
- Drassyllus fallens
- Drassyllus fractus
- Drassyllus frigidus
- Drassyllus gammus
- Drassyllus gynosaphes
- Drassyllus huachuca
- Drassyllus inanus
- Drassyllus insularis
- Drassyllus jabalpurensis
- Drassyllus jubatopalpis
- Drassyllus khajuriai
- Drassyllus lamprus
- Drassyllus lepidus
- Drassyllus louisianus
- Drassyllus lutetianus
- Drassyllus mahabalei
- Drassyllus mazus
- Drassyllus mexicanus
- Drassyllus mirus
- Drassyllus mormon
- Drassyllus mumai
- Drassyllus nannellus
- Drassyllus niger
- Drassyllus notonus
- Drassyllus novus
- Drassyllus ojus
- Drassyllus orgilus
- Drassyllus orlando
- Drassyllus pantherius
- Drassyllus platnicki
- Drassyllus praeficus
- Drassyllus proclesis
- Drassyllus prosaphes
- Drassyllus puebla
- Drassyllus pumiloides
- Drassyllus pumilus
- Drassyllus pusillus
- Drassyllus ratnagiriensis
- Drassyllus rufulus
- Drassyllus salton
- Drassyllus sanmenensis
- Drassyllus saphes
- Drassyllus sasakawai
- Drassyllus seminolus
- Drassyllus shaanxiensis
- Drassyllus sinton
- Drassyllus socius
- Drassyllus sonus
- Drassyllus sur
- Drassyllus talus
- Drassyllus tepus
- Drassyllus texamans
- Drassyllus tinus
- Drassyllus truncatus
- Drassyllus villicus
- Drassyllus villus
- Drassyllus vinealis
- Drassyllus yaginumai
- Drassyllus yunnanensis
- Drassyllus zimus